# Miguel Antonio Pérez
Miguel Antonio Pérez (Cartagena, Bolívar, Colombia; 22 de septiembre de 1992) es un futbolista colombiano. Juega como delantero.

## Clubes
| Club                         | País     | Año         |
| ---------------------------- | -------- | ----------- |
| Academia Compensar           | Colombia | 2011 - 2012 |
| Bogotá F. C.                 | Colombia | 2012        |
| Expreso Rojo                 | Colombia | 2013        |
| Cúcuta Deportivo             | Colombia | 2014 - 2015 |
| Envigado F. C.               | Colombia | 2016        |
| Tigres de Bogotá             | Colombia | 2017        |
| Clan Juvenil                 | Ecuador  | 2017 - 2018 |
| Gudja United                 | Malta    | 2019 - 2020 |
| Lija Athletic                | Malta    | 2020 - 2021 |
| Żebbuġ Rangers Football Club | Malta    | 2021 - 2024 |